# Вюрмла
Вюрмла (нем. Würmla) — ярмарочная коммуна (нем. Marktgemeinde) в Австрии, в федеральной земле Нижняя Австрия. 
Входит в состав округа Тульн.  Население составляет 1243 человека (на 31 декабря 2005 года). Занимает площадь 20,4 км². Официальный код  —  32139.

## Политическая ситуация
Бургомистр коммуны — Антон Пришинг (АНП) по результатам выборов 2005 года.
Совет представителей коммуны (нем. Gemeinderat) состоит из 19 мест.
- АНП занимает 12 мест.
- Партия PRO WÜRMLA занимает 5 мест.
- СДПА занимает 1 место.
- АПС занимает 1 место.